# Jan och Ann-Charlotte får en idé
Jan och Ann-Charlotte får en idé är en barnbok av den svenske författaren Hans-Eric Hellberg. Den publicerades 1959 av Bonniers förlag. Boken är en uppföljare till Jan får en vän från 1958. Hellberg skrev också en tredje bok om de båda vännerna, Jan och Ann-Charlotte under jorden, men den förblev opublicerad.